# Midatarahalli, Madhugiri
Midatarahalli là một làng thuộc tehsil Madhugiri, huyện Tumkur, bang Karnataka, Ấn Độ.